# Spanische Siebener-Rugby-Nationalmannschaft
Die spanische Siebener-Rugby-Nationalmannschaft vertritt Spanien in der Sportart Siebener-Rugby (span.: rugby a siete od. seven), einer Variante von Rugby Union. Die Auswahl untersteht der Federación Española de Rugby (FER).

## Geschichte
Die Spanische Nationalmannschaft kann im 7er-Rugby auf bessere Resultate zurückblicken als im 15er Rugby. Bisher konnte man sich vier Mal für die von World Rugby organisierten Siebener-Rugby-Weltmeisterschaft qualifizieren; 1993, 1997, 2001 und 2013. Das beste Resultat erzielte man 1993, als die Auswahl das Turnier auf dem sechsten Gesamtrang beenden konnte.
An den europäischen Turnieren der World Rugby Sevens Series nahm die spanische Nationalmannschaft gelegentlich teil. In der Saison 2007/08 konnten die Spanier im London Sevens nach Siegen gegen Russland im Halbfinale und Kenia im Finale, den Wettbewerb um den Shield gewinnen. Im Edinburgh Sevens setzten sich die Spanier in der Gruppenphase überraschend gegen Kanada durch und besiegte im Viertelfinale um den Bowl auch Moldawien. Erst im Halbfinale scheiterten die Spanier am späteren Bowl-Gewinner Australien. Ein großer Erfolg in den IRB Sevens World Series glückte im März 2012, als die Iberer das im Rahmen des Hong Kong Sevens ausgetragene Qualifikationsturnier für die Folgesaison hinter Kanada auf Rang zwei beendete und somit in der Spielzeit 2012/13 zu den fünfzehn Core Teams gehörte, die alle neun Turniere der Serie bestreiten. Im letzten Bewerb der Saison 2011/12, dem London Sevens, erreichten die Spanier, nach Siegen in den Gruppenspielen gegen Wales und Simbabwe, erstmals in der Geschichte das Viertelfinale um den Cup.
In der Saison 2012/13 der World Series erreichte Spanien den 15. Platz. Somit mussten sie an dem Qualifikationsturnier bei den London Sevens 2013 teilnehmen, um weiter Core Team zu bleiben. Dies gelang mit dem Halbfinalsieg gegen Portugal. Auch 2013/14 erreichten die Spanier den 15. Platz, aufgrund der neuen Abstiegsregelung mussten sie jedoch direkt absteigen. Erst 2017 Gelang mit dem Finalsieg des Qualifikationsturniers bei den Hong Kong Sevens gegen Deutschland wieder die Qualifikation als Core Team. In der anschließenden Saison erzielten die Spanier mit dem 11. Platz ihr bisher bestes Ergebnis.
Bei den von der FIRA-AER organisierten Siebener-Rugby-Europameisterschaften erreichten die Spanier 2009 in Hannover den vierten Endrang hinter Russland, Frankreich und Italien. Ein Jahr später konnte die Platzierung in Moskau wiederholt werden, diesmal landeten die Iberer hinter Portugal, Frankreich und Gastgeber Russland. In der Saison 2011 wurde die Europameisterschaft erstmals als Serie aus vier Turnieren ausgetragen. Die Spanier erreichten dabei zwei zweite und einen dritten Rang und beendeten die EM knapp hinter Portugal und England auf Platz drei. Die bislang größten Erfolge auf kontinentaler Ebene feierte die spanische Siebener-Nationalmannschaft zu Beginn der 2020er Jahre. Nachdem das Turnier 2020 aufgrund der COVID-19-Pandemie hatte abgesagt werden müssen, folgte 2021 der erste Europameistertitel für Spanien. Die Iberer konnten beide Turniere der Serie für sich entscheiden und verwiesen Deutschland auf den zweiten Platz. Ein Jahr später konnte der Titel erfolgreich verteidigt werden, während Spanien im ersten Wettbewerb der Turnierserie Deutschland im Finale unterlag, gelang im zweiten ein Finalerfolg gegen Frankreich der den Gesamtsieg sicherte.

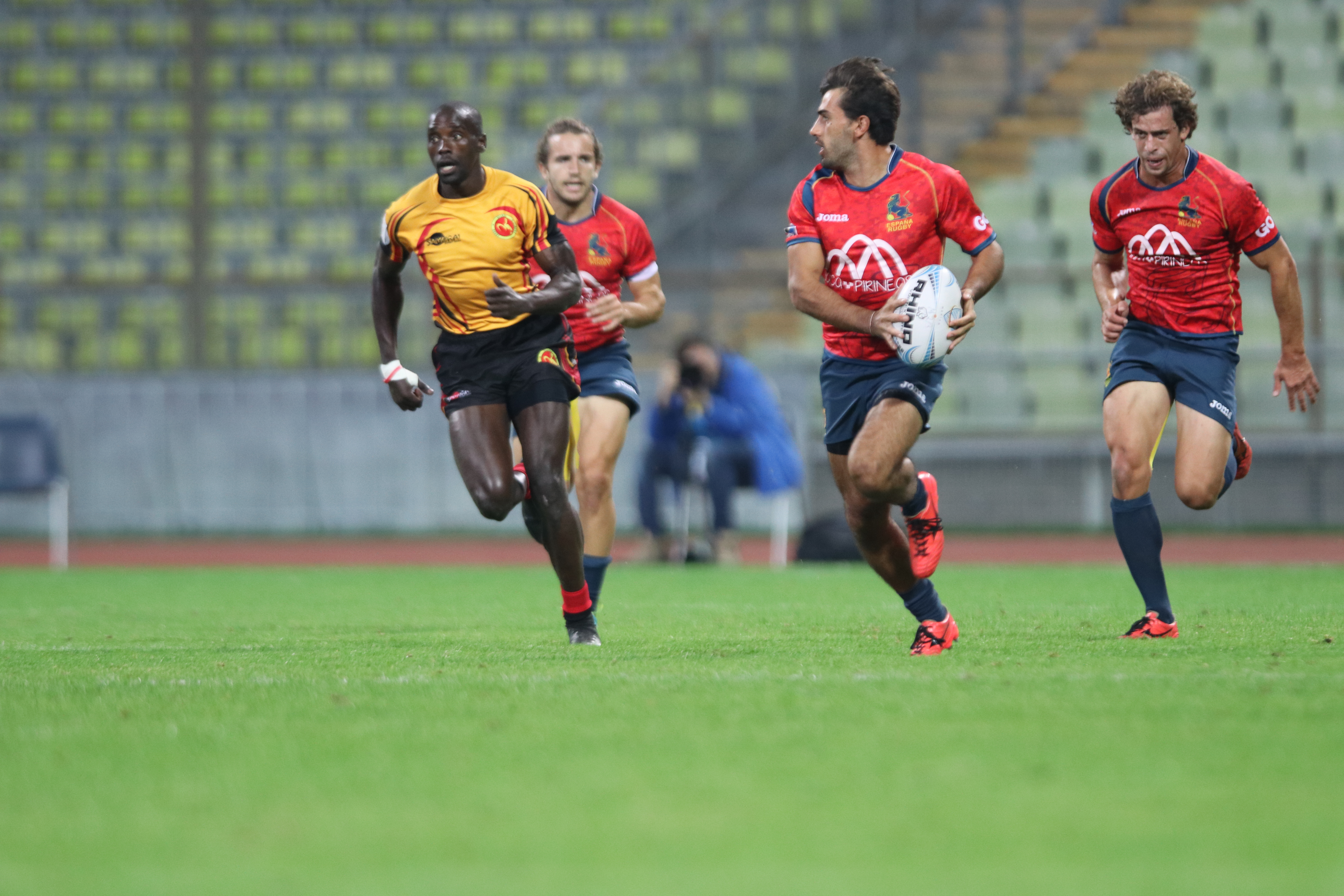
Spanien gegen Uganda (2017).

## Resultate

### Olympische Spiele
| Jahr | Ort            | Resultat           |
| ---- | -------------- | ------------------ |
| 2016 | Rio de Janeiro | 10.                |
| 2020 | Tokio          | nicht qualifiziert |

### Weltmeisterschaft
| Jahr | Ort           | Resultat                  |
| ---- | ------------- | ------------------------- |
| 1993 | Edinburgh     | 06. (Plate Finale)        |
| 1997 | Hongkong      | 13. (Plate Viertelfinale) |
| 2001 | Mar del Plata | 11. (Plate Halbfinale)    |
| 2005 | Hongkong      | nicht qualifiziert        |
| 2009 | Dubai         | nicht qualifiziert        |
| 2013 | Moskau        | 22. (Bowl Viertelfinale)  |
| 2018 | San Francisco | nicht qualifiziert        |
| 2022 | Kapstadt      | nicht qualifiziert        |

### Sevens World Series
| Saison    | Punkte             | Resultat           |
| --------- | ------------------ | ------------------ |
| 1999/2000 | 2                  | 16.                |
| 2000/2001 | 0                  | 19.                |
| 2001/2002 | 0                  | 16.                |
| 2002/2003 | 0                  | 20.                |
| 2003/2004 | 0                  | 15.                |
| 2004–2007 | nicht teilgenommen | nicht teilgenommen |
| 2007/2008 | 0                  | 18.                |
| 2008/2009 | 0                  | 17.                |
| 2009/2010 | nicht teilgenommen | nicht teilgenommen |
| 2010/2011 | 0                  | 16.                |
| 2011/2012 | 19                 | 14.                |
| 2012/2013 | 26                 | 15.                |
| 2013/2014 | 20                 | 15.                |
| 2014/2015 | nicht teilgenommen | nicht teilgenommen |
| 2015/2016 | nicht teilgenommen | nicht teilgenommen |
| 2016/2017 | 2                  | 19.                |
| 2017/2018 | 56                 | 11.                |
| 2018/2019 | 49                 | 12.                |
| 2019/2020 | 33                 | 14.                |
| 2021      | 10                 | 9.                 |
| 2021/2022 | 54                 | 11.                |
| 2022/2023 | 60                 | 11.                |

### Europameisterschaft
| Jahr | Ort                                     | Resultat                                |
| ---- | --------------------------------------- | --------------------------------------- |
| 2002 | Heidelberg                              | nicht teilgenommen                      |
| 2003 | Heidelberg                              | 7.                                      |
| 2004 | Palma                                   | 8.                                      |
| 2005 | Moskau                                  | 5.                                      |
| 2006 | Moskau                                  | 8.                                      |
| 2007 | Moskau                                  | 4.                                      |
| 2008 | Hannover                                | 6.                                      |
| 2009 | Hannover                                | 4.                                      |
| 2010 | Moskau                                  | 4.                                      |
| 2011 | Lyon, Moskau, Barcelona, Bukarest       | 3.                                      |
| 2012 | Lyon, Moskau, Odense                    | 4.                                      |
| 2013 | Lyon, Bukarest                          | 11.                                     |
| 2014 | Lyon, Moskau, Manchester, Bukarest      | 5.                                      |
| 2015 | Moskau, Lyon, Exeter                    | 2.                                      |
| 2016 | Moskau, Exeter, Gdynia                  | 3.                                      |
| 2017 | Moskau, Clermont-Ferrand, Łódź, Exeter  | 3.                                      |
| 2018 | Moskau, Marcoussis, Łódź, Exeter        | 9.                                      |
| 2019 | Moskau, Łódź                            | 4.                                      |
| 2020 | aufgrund der COVID-19-Pandemie abgesagt | aufgrund der COVID-19-Pandemie abgesagt |
| 2021 | Moskau, Lissabon                        | Europameister                           |
| 2022 | Krakau, Lissabon                        | Europameister                           |
| 2023 | Vila Real de Santo António, Hamburg     | 3.                                      |

### Europaspiele
| Jahr | Ort    | Resultat       |
| ---- | ------ | -------------- |
| 2023 | Krakau | Bronzemedaille |